# Eagle Grove (Iowa)
Eagle Grove es una ciudad situada en el condado de Wright, en el estado de Iowa, Estados Unidos. Según el censo de 2010 tenía una población de 3.583 habitantes.

## Geografía
Según la Oficina del Censo de los Estados Unidos, la localidad tiene un área total de 10,46 km², la totalidad de los cuales 10,46 km² corresponden a tierra firme.

## Demografía
Según el censo de 2010, había 3.583 personas residiendo en la localidad. La densidad de población era de 342,54 hab./km². Había 1.649 viviendas con una densidad media de 157,65 viviendas/km². El 95,51% de los habitantes eran blancos, el 0,7% afroamericanos, el 0,14% asiáticos, el 0% isleños del Pacífico, el 1,84% de otras razas, y el 1,81% pertenecía a dos o más razas. El 8,9% de la población eran hispanos o latinos de cualquier raza.